# Зак Павло Самойлович
Зак Павло Самойлович (1918, Одеса) — Майстер спорту (1958), інструктор-методист 1-ї категорії. Інженер, дослідник глобоїдних передач. Професор, автор 200 друкованих праць і трьох книг. Перше сходження — 1938 р. пік Миколаєва (3900 м) в Цеї. Кращим своїм сходженням вважав «хрест» Ушби 1961 р. Під час другої світової війни служив в ОМСБОП, пройшов бойовий шлях від бійця до командира батареї.
Для суспільно-інструкторської діяльності характерне поєднання роботи з підготовкою розрядників (1956—1967) і виконанням обов'язків Уповноваженого федерації альпінізму і Спорткомітету СРСР в гірських районах в періоди 1958—1961 і 1968—1991 рр. 1977—1981 рр. — активно займався питаннями дослідження і випробувань зразків страхувального спорядження, керував зборами з безпеки. Результатом подібної діяльності став вихід у світ збірки (в співавторстві з В. М. Шатаєвим) «Основи страховки в альпінізмі». 1956 року — голова секції альпінізму ДСТ «Шахтар», з 1957 р. — секції ДСТ «Труд». 1960 р. — член Президії Федерації альпінізму СРСР.
Автор великої кількості публікацій в альманасі «Вітер мандрів», газетах.